# Raphael Weichbrodt
Raphael Weichbrodt, né le 21 septembre 1886 à Labischin an der Netze (province de Posnanie, aujourd'hui Łabiszyn en Pologne) et mort le 31 mai 1942 au camp de concentration de Mauthausen, est un psychiatre, neurologue et professeur d'université allemand, assassiné lors de la Shoah.

## Biographie
Issu d'une famille aisée de marchands juifs, il est diplômé du lycée humaniste de Bromberg (aujourd'hui Bydgoszcz) en 1906 et étudie la médecine à Berlin, Heidelberg, Fribourg-en-Brisgau et Munich. En 1912, il obtient son autorisation d'exercer la médecine et passe son doctorat la même année (Les méthodes les plus courantes pour déterminer la valeur de la digitaline, Med. Diss., Munich). Après divers postes d'interne dans des cliniques berlinoises, il travaille à de 1915 à 1925 à Francfort sous l'égide d'Emil Sioli, puis plus tard sous l'autorité du psychiatre Karl Kleist, médecin assistant à l'Asile municipal pour aliénés et épileptiques, devenu une partie de l'Hôpital universitaire de Francfort en 1914. Au cours de la dernière année de la guerre, 1918 - malgré de graves problèmes de mobilité dus à un pied bot des deux côtés - il est médecin militaire au Lazarett 128 à Francfort. En 1920, il reçoit son habilitation universitaire avec son ouvrage La thérapie de la paralysie et obtient la Venia Legendi (autorisation d'enseigner) à l'Université de Francfort-sur-le-Main dans les spécialités psychiatrie et neurologie. À partir de 1921, il est maître de conférences privé à l'Université de Francfort en psychiatrie et neurologie. En 1926, il s'installe à Francfort et travaille principalement comme expert pour des compagnies d'assurances, des associations et des particuliers. Après avoir quitté la clinique, il a continué à enseigner à la faculté de médecine de Francfort et travaille comme journaliste. En 1926, il est nommé professeur associé non officiel. À partir de 1932, il dirige le laboratoire chimique et sérologique de la clinique universitaire des troubles mentaux et nerveux de Francfort. En 1933, étant considéré non-aryen, il est radié de l'enseignement sur la base de la loi allemande sur la restauration de la fonction publique du 7 avril 1933.
Dans les années qui suivirent, Weichbrodt ne peut plus poursuivre sa pratique et son travail d'expert en raison des représailles nationales-socialistes et se consacre à l'écriture. Déjà depuis 1916, il a publié de nombreux articles dans des revues professionnelles ; il a également été co-éditeur du Handbook of Medical Assessment (2 volumes, 1931) et contributeur au Handbook of All Trauma Medicine (1934). Sa monographie Le Suicide traite de ce qui l'intéresse le plus. Elle paraît en 1923, puis révisée et élargie en 1937 en Suisse. Toujours en Suisse paraît en 1940 La fraude à l'assurance. En 1941, il confie à son ami le journaliste Oskar Quint des documents, lettres et manuscrits, qui sont conservés dans le domaine familial Quint à l'Institut d'histoire de la ville de Francfort.
Raphaël Weichbrodt est déporté le 30 mai 1942 au camp de concentration de Mauthausen  et y meurt le 31 mai. À Francfort-sur-le-Main, il est commémoré par des plaques commémoratives sur la tombe de sa femme Meta dans le nouveau cimetière juif, au mémorial Neuer Börneplatz (en), et sur une pierre d'achoppement au numéro 23 de la rue Mainzer Landstrasse 23.
Il avait épousé le 6 juin 1919 Meta Markus (née en 1895, morte d'un cancer en 1932). Le couple a eu deux filles, Ruth (1920) et Dorrit (1921). Ruth Weichbrodt a émigré aux États-Unis en 1938 et plus tard au Brésil. Selon Kurt Schäfer, Ruth Weichbrodt a déclaré en 1996 que sa sœur Dorrit avait été déportée peu après son père, mais qu'il n'y en avait pas trace (Kurt Schäfer, p. 33). Cependant, il existe une référence non datée au séjour de Dorrit Weichbrodt dans le ghetto de Lodz.
Une méthode de diagnostic auparavant courante pour détecter les immunoglobulines dans le liquide céphalo-rachidien dans les maladies inflammatoires du tissu cérébral et des méninges est nommée en son nom « réaction sublimée de Weichbrodt ».